# Maihueniopsis nigrispina
Maihueniopsis nigrispina là một loài thực vật có hoa trong họ Cactaceae. Loài này được (K. Schum.) R. Kiesling mô tả khoa học đầu tiên năm 1984.

## Hình ảnh

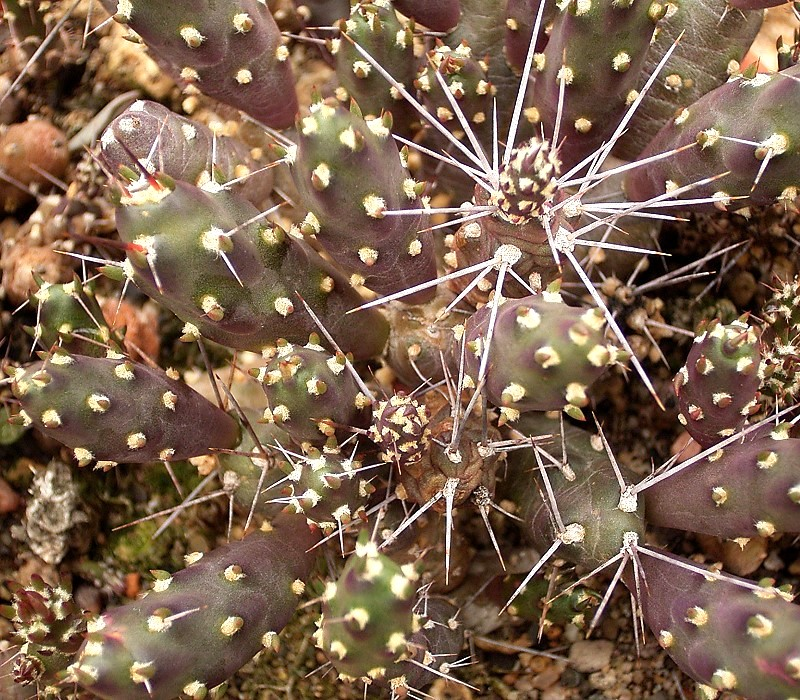
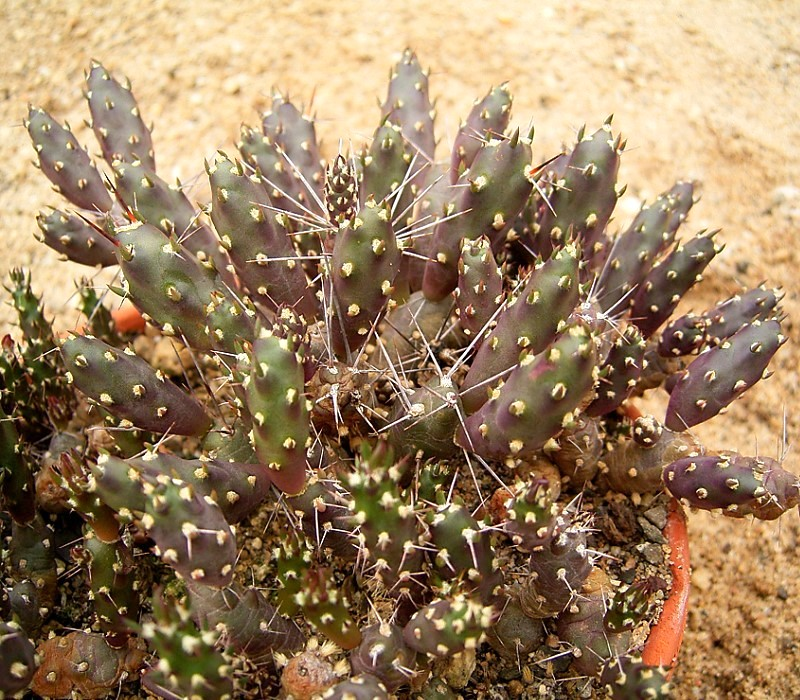
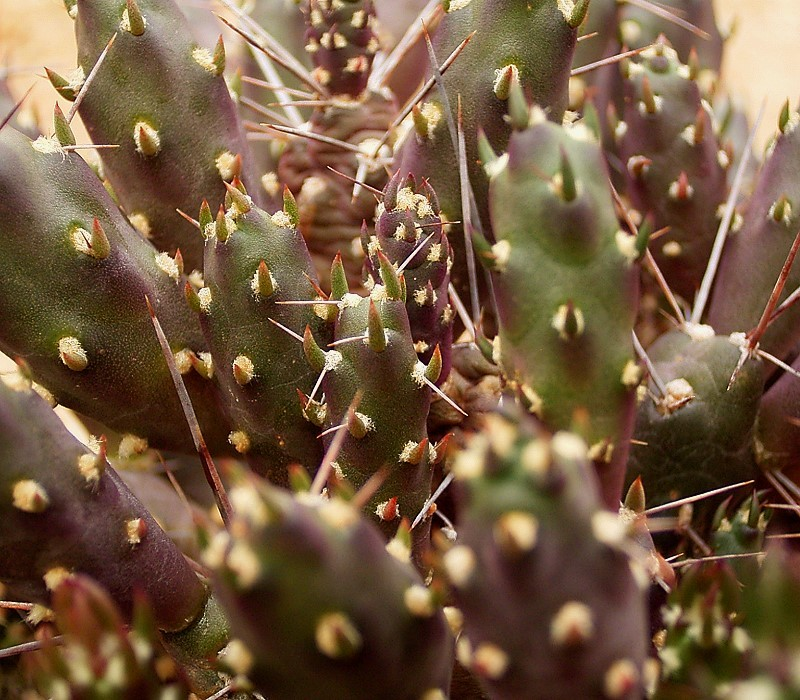
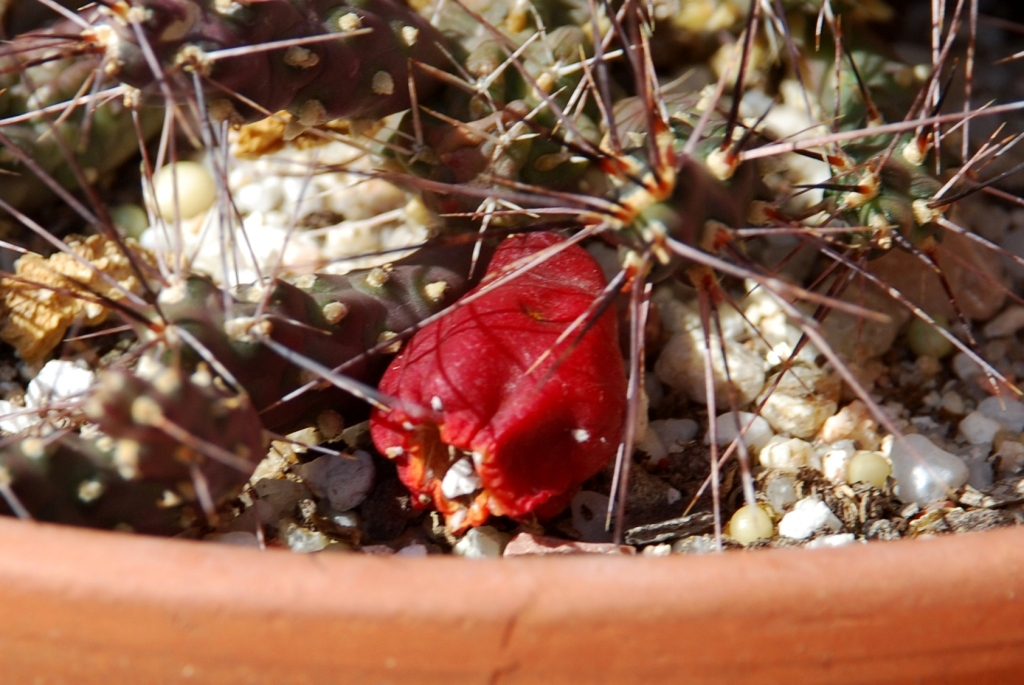